# Salvatore Lo Forte
Salvatore Lo Forte (Palermo, 20 marzo 1804 – Palermo, 11 gennaio 1885) è stato un pittore italiano.

## Biografia

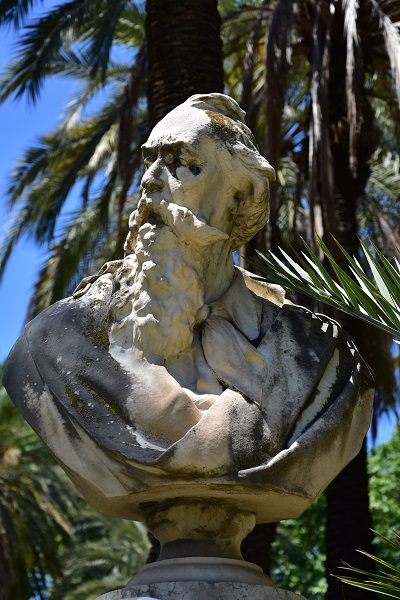
Busto di Salvatore Lo Forte nella Villa Bonanno

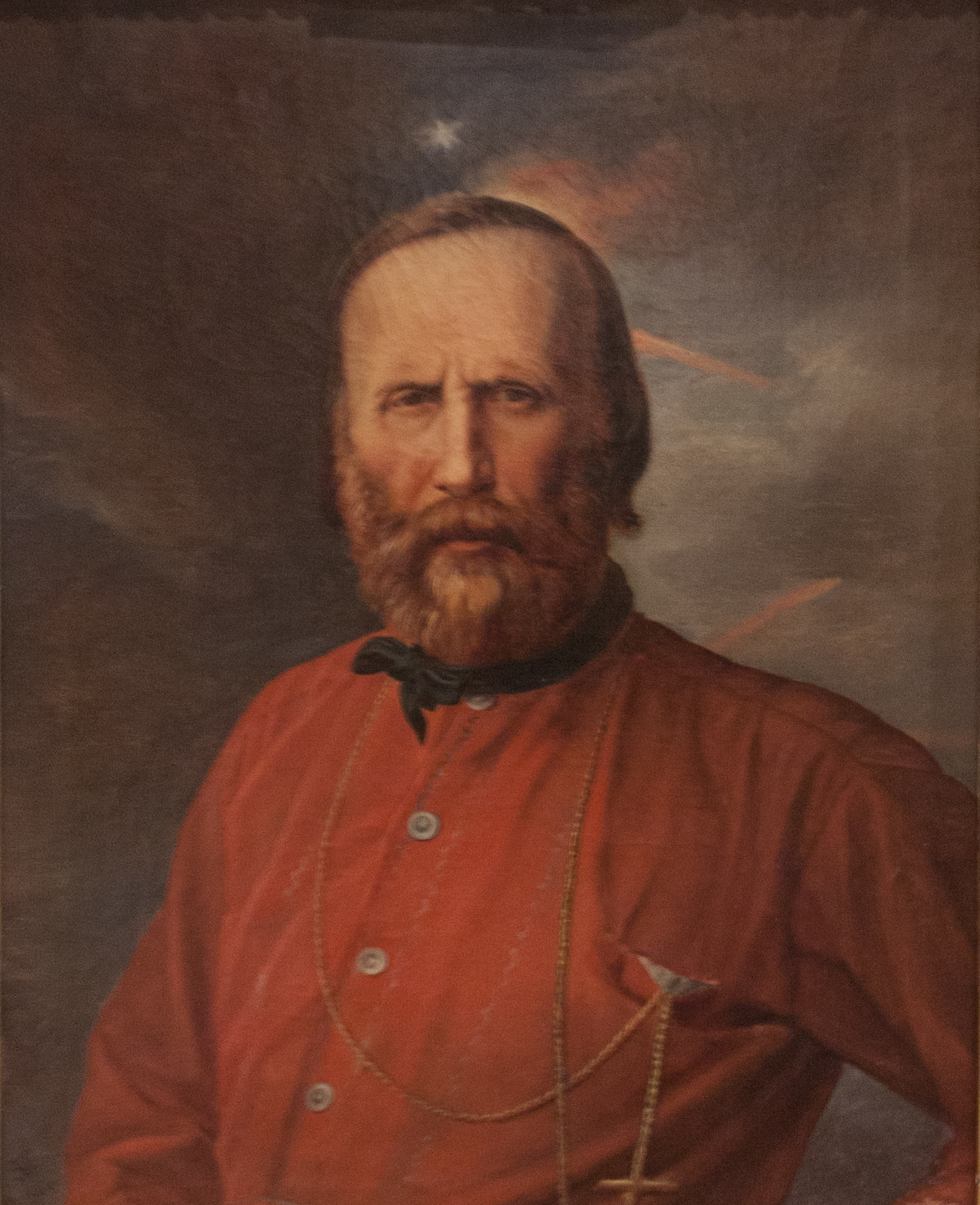
Ritratto di Giuseppe Garibaldi

Nacque da Saverio Lo Forte e Francesca Paola Caruso. Dopo un apprendistato nella pittura, a dodici anni frequentò l'Accademia del nudo di Palermo e studiò diversi dipinti del 1600 del Novelli. Nel 1824 ottenne il materiale necessario per studiare pittura a Roma, città che con il suo stile influenzò i modi del giovane artista, il quale, però, reinterpretava il tutto con romanticismo.
Nel luglio del 1830, ritornò nella sua città natale, dove realizzò altre opere.
Dal 1837 diresse l'Accademia del nudo di Palermo, che abbandonò nel 1857 per le sue condizioni di salute.
Morì a Palermo nel 1885. Un busto realizzato dallo scultore Francesco Cocchiara lo ricorda nella villa Bonanno.

## Opere

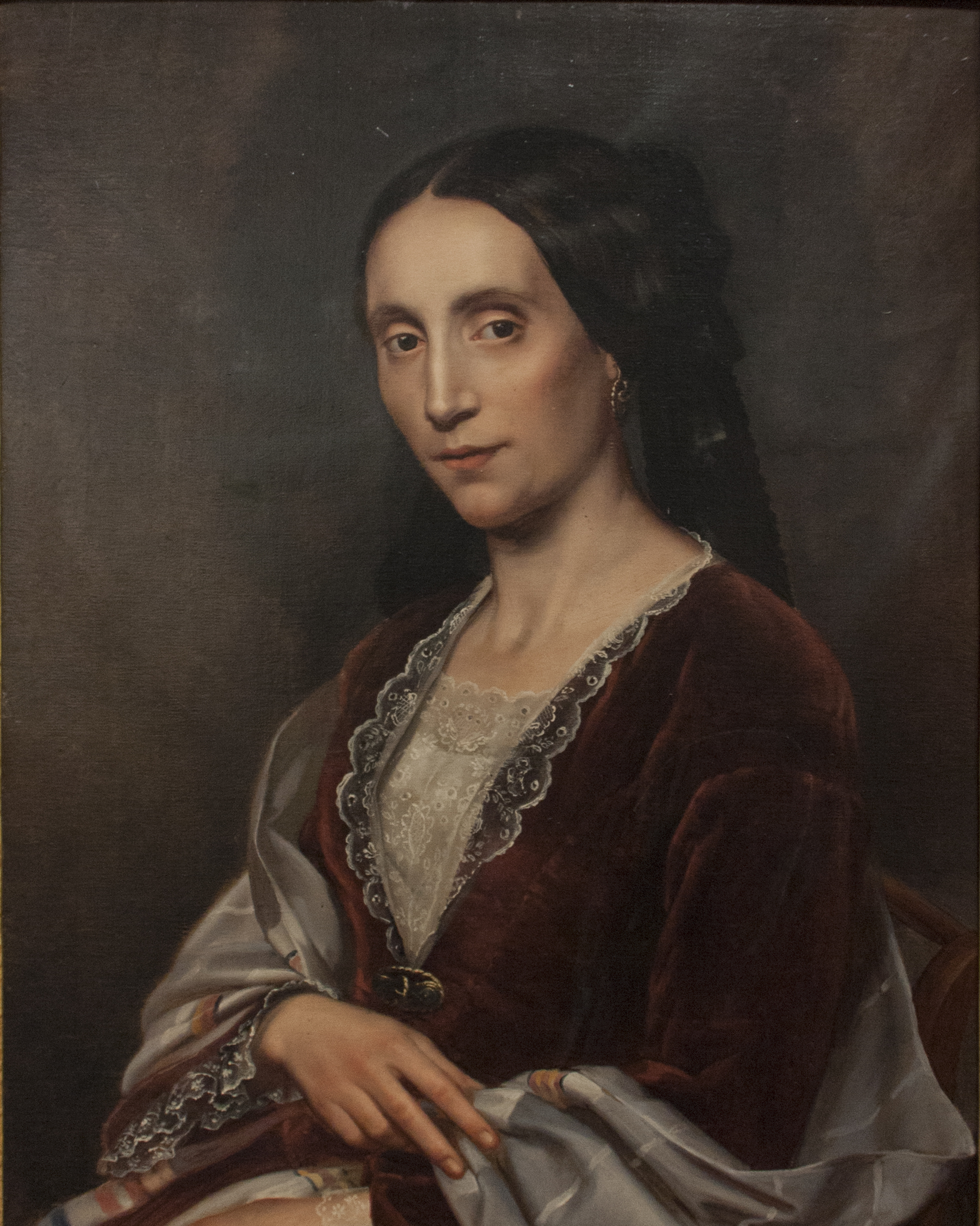
Ritratto della signora Pintacuda

La prima impresa del Lo Forte, svoltasi come studente dell'Accademia del nudo di Palermo, fu il restauro degli affreschi del Novelli nella cappella del Santissimo Crocifisso nella chiesa di San Filippo Neri, insieme a Vincenzo Riolo. Nello stesso periodo fece dei disegni a carboncino (Palermo, Galleria regionale della Sicilia, Gabinetto dei disegni e delle stampe di Palazzo Abatellis).
Nel 1836, ritornato nella sua città, eseguì il Miracolo del beato Sebastiano Valfré a uno storpio, del quale fece diverse versioni.
Negli anni da direttore della sua accademia, realizzò scene realistiche, personaggi mitologici e ritratti. Si ricordano il Ritratto di Caterina Moncada di Branciforte, il Ritratto di giovane gentiluomo, il Ritratto di Giuseppe Garibaldi, il San Nicola che salva un naviglio dal naufragio, il Ritratto di padre Longo e il San Francesco in adorazione.
Dopo l'abbandono dell'accademia, l'artista si è dedicato alla realizzazione di altre opere, quali la pala con San Benedetto e San Scolastica (Noto), il Ritratto di monsignor Naselli (Noto) e Sant'Alfonso de' Liguori (Acquaviva Platani, a Caltanissetta).
- XIX secolo, San Michele Arcangelo, riproduzione del dipinto omonimo dall'originale del 1601 di Filippo Paladini custodito a Palazzo Abatellis. L'opera di Lo Forte è conservata nella chiesa di San Francesco di Paola di Palermo.
- XIX secolo, Beato Sebastiano Valfre, opera documentata nella chiesa di San Filippo Neri di Messina.[1]
- XIX secolo, Angelo, dipinto su tela, opera custodita nella Galleria Regionale della Sicilia «Palazzo Abatellis».
- XIX secolo, San Giuseppe con Bambino, dipinto su tela, opera documentata nella chiesa del monastero di San Nicolò e Sant'Erasmo di Modica.[2]
- XIX secolo, Beato Sebastiano Valfrè in soccorso degli appestati, olio su tela, dipinto documentato nella Chiesa di Sant'Ignazio all'Olivella di Palermo.[3]
- XIX secolo, Miracolo di San Nicola di Bari raffigurante il salvataggio di una nave in tempesta, olio su tela, dipinto documentato nella Chiesa di Sant'Ignazio all'Olivella di Palermo.[3]
- 1837, Autoritratto, olio su tavola, esposto a Villa Zito, Palermo.
- 1854, Santi Benedetto e Scolastica, pala d'altare, opera custodita nella chiesa di Santa Chiara di Noto.